# Сукоксай
Сукокса́й, или Суко́к (узб. So‘qoqsoy/Сўқоқсой, So‘qoq/Сўқоқ) — горная река (сай) в Паркентском районе Ташкентской области, левый приток Левобережного Карасу. В нижнем течении носит название Самсарекса́й (узб. Samsaraksoy).
Верховья Сукоксая обладают рекреационным потенциалом и являются объектом туризма. В бассейне реки расположен дом отдыха «Сукок» и детские лагеря.

## Этимология названия
Предлагались различные версии, объясняющие топоним Сукок. В одной из версий он производится от словосочетания суви ок (узб. suvi oq/суви оқ) — «белая вода», в другой — от сухмак (узб. soʻqmoq/сўқмоқ) — «тропа». При этом в исторических источниках известно написание Сухак. Топонимист С. Караев высказывает также предположение, что имя кишлаку Сукок было дано переселенцами из долины ферганской реки Сох и в таком случае означает Малый Сох.

## Общее описание
Длина Сукоксая составляет 33 км, площадь бассейна — 75,4 км². Среднемноголетний расход воды равен 1,96 м³/с. Питание реки снеговое и дождевое, 60—70 % годового стока приходится на период с марта по май. В апреле—мае наблюдаются селевые явления.
Воды реки обладают высокой прозрачностью.

## Течение реки
Сукоксай образуется на юго-западных склонах Чаткальского хребта от слияния небольших рек Саритупроксай и Мискенсай. Северо-восточнее истока находится горная вершина Акташ.
Сукоксай течёт, по большей части, в восточно-западном направлении, на отдельных участках имея некоторый уклон к северу или к югу. С севера вдоль русла тянется горный хребет Шакурган. От истока река проходит в узкой теснине с высокими берегами. В русле попадается большое количество гальки и крупных валунов. Несколько ниже, где на реке стоит кишлак Сукок, долина Сукоксая значительно расширяется, а берега понижаются и сглаживаются, хотя ещё в верхней части селения имеется обрыв.
На восточной окраине кишлака располагается территория одноимённого дома отдыха. Здесь на склонах речной долины густо произрастает лесная растительность, выше переходящая в арчовник.
За кишлаком Сукоксай пересекается с магистральной автодорогой. В этой точке река пролегает в ложбине. 
Ещё ниже на правом берегу расположен кишлак Самсарек. Здесь сай поворачивает на северо-восток, но, доходя до автомобильной дороги между Джумабазаром и Паркентом, возвращает прежнее восточно-юго-восточное направление, протекая далее вдоль трассы. Местами на берегах вновь появляются обрывистые участки. За Самсареком для реки используется название Самсарексай.
В низовьях река имеет значительный пересыхающий участок. Немного выше населённого пункта Навбахор (Каракалпак II) сай пересекается с каналом Хандам. У посёлка Джумабазар впадает в Левобережный Карасу.

## Бассейн Сукоксая
Бассейн Сукоксая довольно многоводен. Наиболее крупным притоком реки является Чашмасай, впадающий справа.

## Рекреационное значение
В бассейне реки расположен дом отдыха «Сукок», а также детские лагеря. Дом отдыха располагает бассейном, танцплощадкой и чайханой, его аллеи обсажены тополями, а на примыкающем побережье лесная растительность создаёт густой полог.
В верховье, недалеко от посёлка Сукок, река образует ряд заводей и запруд, удобных для купания. Поблизости расположен известный горный родник Чашма, который считается целебным и окружён народными поверьями. Располагая также живописной природой, эта местность является объектом туризма в качестве объекта для загородного отдыха и коротких походов.